# فيكتور هوغو موراليس
فيكتور هوغو موراليس (بالإسبانية: Víctor Hugo Morales Pérez)‏ هو كاتب مقالات وكاتب وصحفي أوروغواياني، ولد في 26 ديسمبر 1947 في كاردونا، أوروغواي ‏ في الأوروغواي.